# Bătrâni (okręg Prahova)
Bătrâni – wieś w Rumunii, w okręgu Prahova, w gminie Bătrâni. W 2011 roku liczyła 1976 mieszkańców.